# Shiocton
Shiocton és una població dels Estats Units a l'estat de Wisconsin. Segons el cens del 2000 tenia 954 habitants.

## Demografia
Segons el cens del 2000, Shiocton tenia 954 habitants, 376 habitatges, i 248 famílies. La densitat de població era de 223,2 habitants per km².
Dels 376 habitatges en un 35,1% hi vivien nens de menys de 18 anys, en un 51,9% hi vivien parelles casades, en un 9,3% dones solteres, i en un 33,8% no eren unitats familiars. En el 25,8% dels habitatges hi vivien persones soles el 6,9% de les quals corresponia a persones de 65 anys o més que vivien soles. El nombre mitjà de persones vivint en cada habitatge era de 2,54 i el nombre mitjà de persones que vivien en cada família era de 3,06.
Per edats la població es repartia de la següent manera: un 28% tenia menys de 18 anys, un 9,6% entre 18 i 24, un 37,2% entre 25 i 44, un 16,2% de 45 a 60 i un 8,9% 65 anys o més.
L'edat mediana era de 33 anys. Per cada 100 dones de 18 o més anys hi havia 103,9 homes.
La renda mediana per habitatge era de 36.528 $ i la renda mediana per família de 48.750 $. Els homes tenien una renda mediana de 35.000 $ mentre que les dones 21.477 $. La renda per capita de la població era de 18.260 $. Aproximadament el 5% de les famílies i el 7,2% de la població estaven per davall del llindar de pobresa.

## Poblacions més properes
El següent diagrama mostra les poblacions més properes.